# Rozenburg (Olanda Meridionale)
Rozenburg  è un ex-municipalità dei Paesi Bassi nella provincia dell'Olanda meridionale, soppressa il 18 marzo 2010 e incorporata nella municipalità di Rotterdam.